# Matthew Currie Holmes
Matthew Currie Holmes (North Bay, 26 maggio 1974) è un attore canadese, attivo dal 2000, ha lavorato in diversi film, tra cui Firewall - Accesso negato con Harrison Ford.

## Biografia

### Vita privata
Vive a Burbank, con la moglie, Shannon, production designer sposata nel 1998.

## Filmografia parziale

### Cinema
- Sotto assedio (House Under Siege), regia di Mark Hazen Kelly (2010)

### Televisione
- CSI: Miami - serie TV, episodio 9x12 (2011)

## Doppiatori italiani
Nelle versioni in italiano dei suoi film, Matthew Currie Holmes è stato doppiato da:
- Corrado Conforti in The L Word
- Francesco Pezzulli in CSI: Miami
- Alberto Franco in House Under Siege